# Plačkovica
Plačkovica (makedonski: Плачковица),  je srednje velika planina u istočnom dijelu Republike Makedonije. 

## Osobine
Planina se uzdiže između, strumičko - radoviške kotline na jugu i kočanske kotline na sjeveru, u pravcu sjeverozapad - jugoistok. Dužina glavnog planinskog grebena iznosi 34 km. Kanjonom Zrnovske reke, planina Plačkovica je podijeljena na dva dijela, istočni i zapadni. Zapadni dio je niži, s najvišim vrhom Turtel od 1689 m Na istočnom dijelu planine nalazi se najviši vrh planine Lisec,  1754 m, a slijede ga vrhovi; Čupino Brdo 1725 m, Bel Kamen 1707 m i Kara Tepe od 1625 m.
Lisec je popularan među lokalnim planinarima i penjačima. Nije neobično naići na snijeg na vrhu Liseca čak i u lipnju. Ispod vrha, nalaze se dvije planinarske kolibe: Vrteška sa sjeverne strane štipske strane i Džumaja s južne radoviške strane.